# Distrito electoral local 5 de Hidalgo
El Distrito electoral local 5 de Hidalgo es uno de los dieciocho distritos electorales locales del estado de Hidalgo para la elección de diputados locales. Su cabecera es la ciudad de Ixmiquilpan.

## Historia

### Ixmiquilpan como cabecera distrital

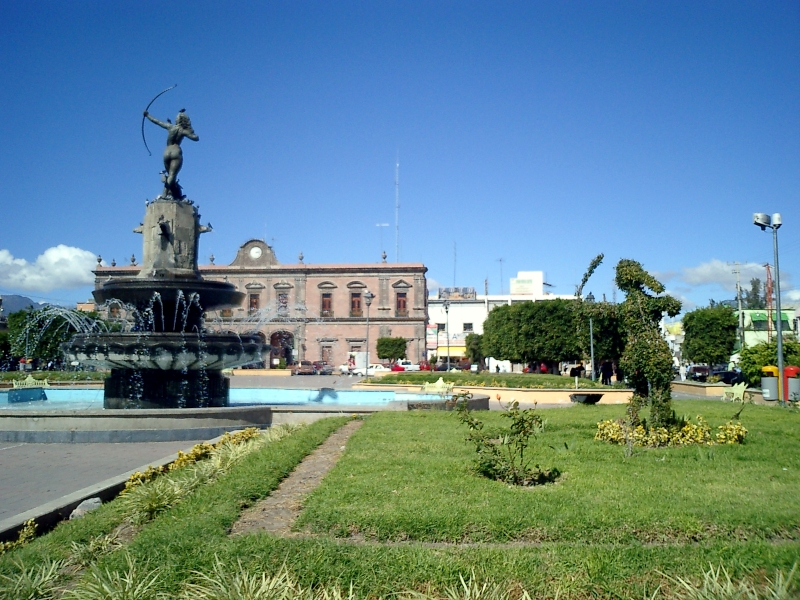
Ixmiquilpan sede del Consejo distrital.

Después de la erección del estado de Hidalgo en 1869 durante la I Legislatura del Congreso de Hidalgo existían once distritos, siendo Ixmiquilpan el IX Distrito. De 1871 a 1879 existieron dieciséis distritos siendo Ixmiquilpan el VII Distrito. De 1879 a 1903 existieron once distritos siendo Ixmiquilpan el VI Distrito. Para el periodo de 1903 a 1913 se regresa a diez distritos siendo Ixmiquilpan el IV Distrito.
De 1917 a 1923 en Hidalgo existieron dieciséis distritos siendo Ixmiquilpan el IX Distrito. De 1925 a 1931 con diecisiete distritos existentes Ixmiquilpan fue el X Distrito. Para el periodo 1931 a 1972 Ixmiquilpan no fue cabecera distrital. De 1972 a 1996 existieron quince distritos siendo Ixmiquilpan el XIII Distrito. Para el periodo de 1996 a 2016 con dieciocho distritos existentes Ixmiquilpan fue el XVI Distrito.
El 3 de septiembre de 2015 el Consejo General del Instituto Nacional Electoral (INE) aprobó los distritos electorales uninominales locales y sus respectivas cabeceras distritales de Hidalgo, que entraron en vigor para las elecciones estatales de Hidalgo en 2016. En el año 2023, se aprobó una nueva demarcación territorial, quedando Ixmiquilpan como cabecera distrital.

## Demarcación territorial
Este distrito está integrado por un total de cinco municipios, que son los siguientes:
- Cardonal, integrado por 17 secciones electorales.
- Chilcuautla, integrado por 15 secciones electorales.
- Ixmiquilpan, integrado por 61 secciones electorales.
- San Salvador, integrado por 24 secciones electorales.
- Santiago de Anaya, integrado por 19 secciones electorales.

## Diputados por el distrito
- LXIII Legislatura (2016-2018)
  - Cipriano Charrez Pedraza (PAN).[9][10]
- LXIV Legislatura (2018-2021)
  - Lucero Ambrocio Cruz (MORENA).[11][12]
- LXV Legislatura
  - Edgar Hernández Dañu, PT (2021-2023).[13][14]
  - Aarón Charrez Paloma, PT (2023-2024).[15]